# F.lux
f.lux是一个跨平台的计算机程序，根据一天的地点和时间调整显示器的色温。软件的目的是减少夜间使用时的眼睛疲劳和昼夜节律的中断。

## 兼容性
该程序可运行在 Microsoft Windows, macOS 和 Linux。也可在iOS设备上运行，但需要越狱。 由于使用了限制的开发工具，苹果App Store不允许该应用加入其中。苹果公司宣布了一项类似的功能，称为夜览，在iOS 9.3中，开发人员呼吁苹果提供开发工具并允许其应用程序进入App Store。Android的预览版可用。

## 功能
安装后，用户可以根据地理坐标，邮政编码或位置名称选择一个位置。然后，程序会根据所选位置的日出和日落，自动将设备显示器的色温校准到当天的时间。在日落时，它会逐渐将色温变为较暖的颜色，并在日出时恢复原来的颜色。
用户可以从各种颜色配置文件和预定义的温度值中进行选择。他们还可以修改程序对于特定节目或活动的行为，包括电影模式，这会减少2.5小时的红色调，以及不影响夜间适应视力的暗室模式。
时间可以在f.lux上倒置，以便PC在白天提供温暖的照明（对于夜间工作的人）。
该程序可以控制飞利浦Hue LED照明，使房屋灯光的色温符合f.lux的设置。 

## 效果
f.lux支持者推测，改变显示器的色温以减少夜间白蓝光的突出将提高睡眠的有效性。夜间减少蓝光照射与褪黑激素分泌增加有关。
尽管开发者在其网站上提供了相关研究的列表，但该程序本身没有经过科学测试以确定其功效。尽管如此，技术记者，博客和用户对f.lux提供了广泛而积极的评价。